# Liga Nacional de Baloncesto Profesional de México 2015-2016
La Temporada 2015-2016 de la LNBP fue la decimosexta edición de la Liga Nacional de Baloncesto Profesional de México.
En el marco del decimoquinto aniversario de la Liga Nacional de Baloncesto Profesional, y ante la crisis económica que enfrentaban algunos de los equipos asociados, FIBA Américas respaldó el Plan Estratégico de la LNBP que buscaba consolidarse como la Mejor Liga Profesional de Latinoamérica, además de presentarse un Plan de Acción para la Temporada 2015-2016 y la designación del argentino Enrique Tolcachier como Gerente General de la LNBP, quien tuvo la responsabilidad de dar solución y seguimiento al Plan de Acción.
Se informó que esta nueva Estrategia de Gestión tenía la misión de impulsar el crecimiento deportivo de la LNBP, su organización y compromiso en asuntos técnicos, operativos y administrativos, ya que así como se buscaba ser la Mejor Liga de Latinoamérica, también estaba de por medio el interés que la NBA tenía en la Liga para ser socios tal como lo había hecho en Brasil y a lo que se sumó el proyecto que se tenía en conjunto con Alazraki Sports, que trabajó en la parte de Imagen y Comercialización.
Durante el Congreso Nacional la LNBP anunció oficialmente su Plan Operativo, Estructura de Gestión y Calendario para la Temporada 2015-2016, el cual arrancó el 21 de octubre de 2015 y concluyó el 14 de abril de 2016, con la confirmación de 10 equipos, la institucionalización de la Copa “Manuel Raga” y como magno evento, el Juego de Estrellas.
Los equipos confirmados fueron: Soles de Mexicali, Pioneros de Quintana Roo, Abejas de Guanajuato, Fuerza Regia de Monterrey, Correcaminos UAT Victoria, Gigantes del Estado de México, Jefes Fuerza Lagunera, Panteras de Aguascalientes, Santos de San Luis y Halcones Rojos Veracruz. El plazo para la confirmación de clubes participantes se extendió al miércoles 26 de agosto o en su caso confirmación de la incorporación de nuevos equipos, en donde finalmente se agregaron los Indios de Ciudad Juárez, para que el 27 de agosto se celebrara a las 12:00 horas (tiempo del centro) el sorteo para dar a conocer el Rol de Juegos definitivo, mismo que se publicó el 2 de septiembre.
El sistema de juego fue de “todos contra todos” a 2 vueltas por series. El partido inaugural fue en casa de los campeones, Soles de Mexicali, el 21 de octubre de 2015, y al día siguiente los demás partidos. De esta forma, la temporada regular fue del 22 de octubre de 2015 al 5 de marzo de 2016 y los Playoffs se jugaron del 8 de marzo al 14 de abril de 2016.

## Eventos destacados
- Se retiraron de la liga los Barreteros de Zacatecas, los Gansos Salvajes de la UIC, los Halcones Xalapa, los Huracanes de Tampico y los Titánicos de León.
- Reingresaron al circuito los Indios de Ciudad Juárez y los Santos de San Luis.
- En alianza con AYM Sports, la LNBP lanzó la transmisión en vivo y completamente gratis de todos los partidos de la Temporada 2015-2016 incluyendo los Playoffs por internet a través del portal www.basquetbolmx.com.[6]
- El jueves 17 de diciembre de 2015 se anunció que Soles de Mexicali y Pioneros de Quintana Roo, campeón y subcampeón de la temporada 2014-2015, no participarían en la Liga de las Américas 2016, debido a la suspensión de FIBA por el no reconocimiento de la ADEMEBA por parte de la CONADE.[7]
- El jueves 14 de enero de 2016 la LNBP pide la inhabilitación ante FIBA de algunos jugadores debido al abandono a sus clubes, solicitando ante la Asociación Deportiva Mexicana de Básquetbol y FIBA su inhabilitación y la de sus respectivos agentes.[8]

| Abejas de Guanajuato: 1. Steve Monreal Fuerza Regia de Monterrey: 1. Renaldo Balkman Gigantes del Estado de México: 1. Idris Ibn Idris Dawud Alvarado 2. Alfred Robert Pérez Jr. Halcones Rojos Veracruz: 1. Isaac Gutiérrez Ramírez 2. Cristian Cortés Balbuena 3. Adrián Zamora |  | Indios de Ciudad Juárez: 1. Armando Fernández 2. James Aaron Penny Jr. 3. Larry Lloyd Morinia 4. Christopher Ríos García 5. Jorge Alejandro Palomo García 6. Oscar Manuel Rosales González |

- El viernes 5 de febrero de 2016 la LNBP denunció al jugador profesional puertorriqueño Renaldo Balkman ante la Asociación Deportiva Mexicana de Básquetbol (ADEMEBA), solicitando la intervención de la FIBA para la inhabilitación y pago de indemnización al Club Asociado Fuerza Regia de Monterrey por incumplimiento de contrato.[9]
- Los equipos Halcones Rojos Veracruz y Panteras de Aguascalientes, cuarto y octavo lugar de la tabla general respectivamente, no participaron en los Playoffs por problemas económicos.[10]
- El martes 26 de abril de 2016 la LNBP presentó al licenciado Sergio Ganem Velázquez como su nuevo Presidente.[11]
- El miércoles 27 de abril se informó que el Club Soles de Mexicali viajaría a la República Popular China, país en donde permanecería cerca de 20 días, teniendo en su itinerario actividades para promover a la ciudad de Mexicali y al Club; además, la escuadra cachanilla sostendría duelos ante equipos de aquella nación y europeos.[12][13][14]

## Campeón de Liga
El Campeonato de la LNBP lo obtuvieron los Pioneros de Quintana Roo, los cuales derrotaron en una reñida Serie Final a los Soles de Mexicali por 4 juegos a 3, coronándose el equipo cancunense en calidad de visitante en el propio Auditorio del Estado de Mexicali, Baja California.

## Equipos participantes
| Liga Nacional de Baloncesto Profesional de México 2015-2016 |                  |                                  |               |                                          |           |
| Equipo                                                      | Entrenador       | Ciudad                           | Miembro desde | Pabellón                                 | Capacidad |
| Abejas de Guanajuato                                        | Armando Acosta   | Guanajuato, Guanajuato           | 2009-2010     | Auditorio Municipal La Yerbabuena        | 2,100     |
| Correcaminos UAT Victoria                                   | Luis García      | Ciudad Victoria, Tamaulipas      | 2000          | Gimnasio Multidisciplinario UAT Victoria | 3,500     |
| Fuerza Regia de Monterrey                                   | José Martínez    | Monterrey, Nuevo León            | 2001          | Gimnasio Nuevo León Unido                | 5,000     |
| Gigantes del Estado de México                               | Jorge Toussaint  | Toluca, Estado de México         | 2012-2013     | Gimnasio Juan Fernández Albarrán         | 5,000     |
| Halcones Rojos Veracruz                                     | Eddie Casiano    | Veracruz, Veracruz               | 2005          | Auditorio "Benito Juárez"                | 3,466     |
| Indios de Ciudad Juárez                                     | Helman Torres    | Ciudad Juárez, Chihuahua         | 2009-2010     | Gimnasio Josué Neri Santos               | 8,000     |
| Jefes Fuerza Lagunera                                       | Pedro Carrillo   | Torreón, Coahuila                | 2014-2015     | Auditorio Municipal de Torreón           | 4,363     |
| Panteras de Aguascalientes                                  | Jacinto Álvarez  | Aguascalientes, Aguascalientes   | 2003          | Gimnasio "Hermanos Carreón"              | 3,000     |
| Pioneros de Quintana Roo                                    | Manolo Cintrón   | Cancún, Quintana Roo             | 2006          | Poliforum Benito Juárez                  | 5,300     |
| Santos de San Luis                                          | Andrés Contreras | San Luis Potosí, San Luis Potosí | 2003          | Auditorio Miguel Barragán                | 3,400     |
| Soles de Mexicali                                           | Iván Déniz       | Mexicali, Baja California        | 2005          | Auditorio del Estado                     | 4,426     |

## Clasificación
- Actualizadas las clasificaciones al 5 de marzo de 2016.[16]

JJ = Juegos Jugados, JG = Juegos Ganados, JP = Juegos Perdidos, PF= Puntos a favor, PC = Puntos en contra, Dif. = Diferencia entre Ptos. a favor y en contra, Ptos. = Puntos Obtenidos = (JGx2)+(JP), Dto. = Descuento de Puntos por Incumplimiento
| Clasificación General |                               |    |    |    |      |      |      |       |      |
| Posición              | Equipo                        | JJ | JG | JP | PF   | PC   | Dif. | Ptos. | Dto. |
| 1                     | Soles de Mexicali             | 40 | 36 | 4  | 3597 | 3124 | 473  | 76    | 0    |
| 2                     | Pioneros de Quintana Roo      | 40 | 35 | 5  | 3785 | 3150 | 635  | 75    | 0    |
| 3                     | Fuerza Regia de Monterrey     | 40 | 24 | 16 | 3546 | 3387 | 159  | 64    | 0    |
| 4                     | Halcones Rojos Veracruz       | 40 | 21 | 19 | 3264 | 3302 | -38  | 61    | 0    |
| 5                     | Gigantes del Estado de México | 40 | 18 | 22 | 3332 | 3396 | -64  | 58    | 0    |
| 6                     | Abejas de Guanajuato          | 40 | 17 | 23 | 3386 | 3478 | -92  | 57    | 0    |
| 7                     | Correcaminos UAT Victoria     | 40 | 15 | 25 | 3447 | 3728 | -281 | 54    | 1    |
| 8                     | Panteras de Aguascalientes    | 40 | 12 | 28 | 3262 | 3533 | -271 | 52    | 0    |
| 9                     | Indios de Ciudad Juárez       | 40 | 11 | 29 | 3563 | 3727 | -164 | 49    | 2    |
| 10                    | Santos de San Luis            | 40 | 12 | 28 | 3363 | 3620 | -257 | 44    | 8    |
| 11                    | Jefes Fuerza Lagunera         | 40 | 17 | 23 | 2625 | 2725 | -100 | 36    | 21   |

| Clasificado a los playoffs |

| No jugaron los playoffs por problemas económicos |

| Eliminado de los playoffs |

## Juego de Estrellas
El XVIII Juego de las Estrellas de la LNBP se llevó a cabo el 28 de febrero de 2016 a las 16:00 horas en el Gimnasio Nuevo León Unido, sede de la Fuerza Regia de Monterrey. La Selección de Jugadores Mexicanos se impuso en doble tiempo extra a la de Extranjeros por 131 a 129. Edgar Garibay de los Gigantes del Estado de México fue designado como el Jugador Más Valioso del partido.

### Rosters
A continuación se muestran los Rosters tanto de los Jugadores Nacionales como de los Extranjeros que tomaron parte en el Juego de Estrellas.
| Jugador          | Equipo                        |
| ---------------- | ----------------------------- |
| Orlando Méndez   | Pioneros de Quintana Roo      |
| Gabriel Girón    | Fuerza Regia de Monterrey     |
| Romel Beck       | Pioneros de Quintana Roo      |
| Román Martínez   | Soles de Mexicali             |
| Víctor Mariscal  | Santos de San Luis            |
| Edgar Garibay    | Gigantes del Estado de México |
| Héctor Hernández | Pioneros de Quintana Roo      |
| Alex Pérez       | Soles de Mexicali             |
| Adam Parada      | Pioneros de Quintana Roo      |
| Israel Gutiérrez | Halcones Rojos Veracruz       |
| Carlos Toussaint | Gigantes del Estado de México |
| Arim Solares     | Indios de Ciudad Juárez       |
| P. J. Reyes      | Fuerza Regia de Monterrey     |

| Jugador               | Equipo                        |
| --------------------- | ----------------------------- |
| Mark Borders          | Santos de San Luis            |
| Adrian Heninng        | Halcones Rojos Veracruz       |
| Brandon Davis         | Correcaminos UAT Victoria     |
| Timothy Pickett       | Gigantes del Estado de México |
| Christopher Cayole    | Santos de San Luis            |
| Christopher Warren    | Panteras de Aguascalientes    |
| Travis Franklin       | Abejas de Guanajuato          |
| Theron Laudermill     | Correcaminos UAT Victoria     |
| Samuel Yeager         | Abejas de Guanajuato          |
| Matthew Bryan-Amaning | Soles de Mexicali             |
| Eugene Phelps         | Fuerza Regia de Monterrey     |
| William Spencer       | Fuerza Regia de Monterrey     |

### Partido
| 28 de febrero, 16:00 | Mexicanos                                              | 131–129 | Extranjeros | Monterrey, Nuevo León                                                                   |
|                      | Parciales: 27-30, 36-37, 28-23, 26-27 (T.E.: 6-6, 8-6) |         |             |                                                                                         |
|                      |                                                        |         |             | Pabellón: Gimnasio Nuevo León Unido Árbitros: Lucio Salazar Rafael Rodea Bruce Palacios |

### Torneo de Triples y Torneo de Clavadas
Orlando Méndez de los Pioneros de Quintana Roo ganó el concurso de Tiros de 3, al imponerse a Román Martínez de los Soles de Mexicali en la ronda final. Mientras que el estadounidense Christopher Cayole de los Santos de San Luis ganó el concurso de Clavadas, derrotando en la última ronda al inglés Matthew Bryan-Amaning de los Soles de Mexicali.
| 1. Román Martínez (Soles) – Ganador del Torneo 2015 2. Orlando Méndez (Pioneros) – Mejor Porcentaje de la Actual Temporada 3. Romel Beck (Pioneros) 4. Timothy Pickett (Gigantes) 5. Tyrone White (Fuerza Regia) 6. Brandon Davis (Correcaminos) |  | 1. P. J. Reyes (Fuerza Regia) – Ganador del Torneo 2015 2. Christopher Cayole (Santos) 3. Matthew Bryan-Amaning (Soles) 4. Edgar Garibay (Gigantes) |

### Carrera de Fundamentos
Esta campaña la LNBP incorporó por primera ocasión al "Fin de Semana de Estrellas" la Carrera de Fundamentos, concurso en donde ocho jugadores mostraron sus habilidades con el balón para sortear un circuito con múltiples obstáculos. El estadounidense Samuel Yeager de las Abejas de Guanajuato ganó el concurso de la Carrera de Fundamentos, al imponerse en la ronda final a Alex Pérez de los Soles de Mexicali.

#### Participantes
1. Alex Pérez (Soles)
2. Carlos Toussaint (Gigantes)
3. Mark Borders (Santos)
4. William Spencer (Fuerza Regia)
5. Samuel Yeager (Abejas)
6. Mike Mitchell (Fuerza Regia)
7. Juan Carlos Sandoval Tapia (UANL)
8. Fernando Sosa Villarreal (UANL)

## Playoffs
|  | Primer Play Off | Primer Play Off | Primer Play Off |              |   | Semifinales      | Semifinales      | Semifinales      |   |  | Final           | Final           | Final           |  |
|  | 8 - 16 de marzo | 8 - 16 de marzo | 8 - 16 de marzo |              |   | 19 - 28 de marzo | 19 - 28 de marzo | 19 - 28 de marzo |   |  | 3 - 14 de abril | 3 - 14 de abril | 3 - 14 de abril |  |
|  |                 |                 |                 |              |   |                  |                  |                  |   |  |                 |                 |                 |  |
|  |                 |                 |                 |              |   |                  |                  |                  |   |  |                 |                 |                 |  |
|  | 1               | Soles           | 3               |              |   |                  |                  |                  |   |  |                 |                 |                 |  |
|  | 1               | Soles           | 3               |              |   |                  |                  |                  |   |  |                 |                 |                 |  |
|  | 7               | Correcaminos    | 2               |              |   |                  |                  |                  |   |  |                 |                 |                 |  |
|  | 7               | Correcaminos    | 2               |              | 1 | Soles            | 4                |                  |   |  |                 |                 |                 |  |
|  |                 |                 |                 |              | 1 | Soles            | 4                |                  |   |  |                 |                 |                 |  |
|  |                 |                 | 5               | Gigantes     | 1 |                  |                  |                  |   |  |                 |                 |                 |  |
|  |                 |                 | 5               | Gigantes     | 1 |                  |                  |                  |   |  |                 |                 |                 |  |
|  |                 |                 |                 |              |   |                  |                  |                  |   |  |                 |                 |                 |  |
|  |                 |                 |                 |              |   |                  |                  |                  |   |  |                 |                 |                 |  |
|  |                 |                 |                 |              |   |                  | 1                | Soles            | 3 |  |                 |                 |                 |  |
|  |                 |                 |                 |              |   |                  |                  |                  | 3 |  |                 |                 |                 |  |
|  |                 |                 | 2               | Pioneros     | 4 |                  |                  |                  |   |  |                 |                 |                 |  |
|  | 2               | Pioneros        | 2               | Pioneros     | 4 | 3                |                  |                  |   |  |                 |                 |                 |  |
|  | 2               | Pioneros        |                 |              |   |                  |                  |                  |   |  |                 |                 |                 |  |
|  | 6               | Abejas          | 0               |              |   |                  |                  |                  |   |  |                 |                 |                 |  |
|  | 6               | Abejas          | 0               |              | 2 | Pioneros         | 4                |                  |   |  |                 |                 |                 |  |
|  |                 |                 |                 |              | 2 | Pioneros         | 4                |                  |   |  |                 |                 |                 |  |
|  |                 |                 | 3               | Fuerza Regia | 1 |                  |                  |                  |   |  |                 |                 |                 |  |
|  | 3               | Fuerza Regia    | 3               | Fuerza Regia | 1 | 3                |                  |                  |   |  |                 |                 |                 |  |
|  | 3               | Fuerza Regia    |                 |              |   |                  |                  |                  |   |  |                 |                 |                 |  |
|  | 5               | Gigantes        | 2               |              |   |                  |                  |                  |   |  |                 |                 |                 |  |
|  | 5               | Gigantes        | 2               |              |   |                  |                  |                  |   |  |                 |                 |                 |  |
|  |                 |                 |                 |              |   |                  |                  |                  |   |  |                 |                 |                 |  |

### Primer Play Off

#### Soles de Mexicali vs. Correcaminos UAT Victoria
| 9 de marzo, 20:00 | Soles de Mexicali                                              | 93–74                | Correcaminos UAT Victoria                                                | Mexicali, Baja California                                                                  |  |
|                   | Parciales: 21-10, 18-27, 23-21, 31-16                          |                      |                                                                          |                                                                                            |  |
|                   | Estadísticas Juan Toscano (21) Juan Toscano (8) Alex Pérez (8) | Reporte Pts Reb Asts | Estadísticas Brandon Davis (30) Theron Laudermill (10) Marquis Ayala (3) | Pabellón: Auditorio del Estado Árbitros: Krishna Domínguez Alberto Achutegui Carlos Chávez |  |

| 10 de marzo, 20:00 | Soles de Mexicali                                                           | 103–73               | Correcaminos UAT Victoria                                           | Mexicali, Baja California                                                          |  |
|                    | Parciales: 23-20, 27-18, 34-15, 19-20                                       |                      |                                                                     |                                                                                    |  |
|                    | Estadísticas Jacob Burtschi (27) Matthew Bryan-Amaning (10) Joseph Soto (7) | Reporte Pts Reb Asts | Estadísticas Brandon Davis (19) Brandon Davis (8) Marquis Ayala (4) | Pabellón: Auditorio del Estado Árbitros: Krishna Domínguez Omar Meza Carlos Morgan |  |

| 12 de marzo, 17:00 | Correcaminos UAT Victoria                                            | 90–87                | Soles de Mexicali                                                        | Ciudad Victoria, Tamaulipas                                                                          |  |
|                    | Parciales: 25-21, 26-17, 18-31, 21-18                                |                      |                                                                          | |  |
|                    | Estadísticas Brandon Davis (22) Brandon Davis (9) Giovanni Silva (4) | Reporte Pts Reb Asts | Estadísticas Matthew Bryan-Amaning (24) Juan Toscano (11) Alex Pérez (1) | Pabellón: Gimnasio Multidisciplinario UAT Victoria Árbitros: Lucio Salazar Rafael Rodea Iván Salgado |  |

| 13 de marzo, 12:00 | Correcaminos UAT Victoria                                               | 89–87                | Soles de Mexicali                                                         | Ciudad Victoria, Tamaulipas                                                                               |  |
|                    | Parciales: 24-26, 16-18, 25-18, 24-25                                   |                      |                                                                           | |  |
|                    | Estadísticas Brandon Davis (26) Brandon Davis (8) Theron Laudermill (3) | Reporte Pts Reb Asts | Estadísticas Juan Toscano (18) Matthew Bryan-Amaning (7) Juan Toscano (4) | Pabellón: Gimnasio Multidisciplinario UAT Victoria Árbitros: Jorge Martínez Andrés Sánchez Vicente Torres |  |

| 16 de marzo, 20:00 | Soles de Mexicali                                                   | 86–84                | Correcaminos UAT Victoria                                            | Mexicali, Baja California                                                               |  |
|                    | Parciales: 24-14, 18-22, 19-27, 25-21                               |                      |                                                                      |                                                                                         |  |
|                    | Estadísticas Juan Toscano (20) Aaron Geramipoor (10) Alex Pérez (7) | Reporte Pts Reb Asts | Estadísticas Brandon Davis (33) Brandon Davis (10) Marquis Ayala (6) | Pabellón: Auditorio del Estado Árbitros: Jorge Martínez Alberto Achutegui Omar Bermúdez |  |

#### Pioneros de Quintana Roo vs. Abejas de Guanajuato
| 8 de marzo, 20:30 | Pioneros de Quintana Roo                                              | 102–87               | Abejas de Guanajuato                                                                 | Cancún, Quintana Roo                                                                  |  |
|                   | Parciales: 31-13, 14-29, 31-22, 26-23                                 |                      |                                                                                      |                                                                                       |  |
|                   | Estadísticas Héctor Hernández (20) Justin Keenan (8) Brody Angley (8) | Reporte Pts Reb Asts | Estadísticas Travis Franklin (30) Michael Hays Lizárraga (11) Jeremiah Domínguez (5) | Pabellón: Poliforum Benito Juárez Árbitros: Gabriel Ramírez Rubén Méndez Marco Zetina |  |

| 9 de marzo, 20:30 | Pioneros de Quintana Roo                                              | 102–87               | Abejas de Guanajuato                                                         | Cancún, Quintana Roo                                                                  |  |
|                   | Parciales: 23-27, 29-20, 23-14, 27-26                                 |                      |                                                                              |                                                                                       |  |
|                   | Estadísticas Denis Clemente (21) Héctor Hernández (12) Pedro Meza (8) | Reporte Pts Reb Asts | Estadísticas Travis Franklin (22) Travis Franklin (5) Jeremiah Domínguez (4) | Pabellón: Poliforum Benito Juárez Árbitros: Rubén Méndez Gabriel Ramírez Marco Zetina |  |

| 12 de marzo, 18:15 | Abejas de Guanajuato                                                                        | 86–107               | Pioneros de Quintana Roo                                              | Guanajuato, Guanajuato                                                                                |  |
|                    | Parciales: 22-31, 26-24, 18-25, 20-27                                                       |                      |                                                                       | |  |
|                    | Estadísticas Michael Hays Lizárraga (37) Michael Hays Lizárraga (10) Jeremiah Domínguez (6) | Reporte Pts Reb Asts | Estadísticas Orlando Méndez (29) Justin Keenan (9) Orlando Méndez (9) | Pabellón: Auditorio Municipal La Yerbabuena Árbitros: Jorge Martínez Krishna Domínguez Vicente Torres |  |

#### Fuerza Regia de Monterrey vs. Gigantes del Estado de México
| 8 de marzo, 20:00 | Fuerza Regia de Monterrey                                                     | 97–90                | Gigantes del Estado de México                                           | Monterrey, Nuevo León                                                                    |  |
|                   | Parciales: 27-23, 25-13, 19-28, 26-26                                         |                      |                                                                         |                                                                                          |  |
|                   | Estadísticas Jordan Glynn Ramírez (25) Eugene Phelps (13) William Spencer (9) | Reporte Pts Reb Asts | Estadísticas Timothy Pickett (30) Timothy Pickett (9) Edgar Garibay (5) | Pabellón: Gimnasio Nuevo León Unido Árbitros: Rafael Rodea Vicente Torres Andrés Sánchez |  |

| 9 de marzo, 20:00 | Fuerza Regia de Monterrey                                            | 80–90                | Gigantes del Estado de México                                           | Monterrey, Nuevo León                                                                       |  |
|                   | Parciales: 7-17, 17-28, 25-25, 31-20                                 |                      |                                                                         |                                                                                             |  |
|                   | Estadísticas Eugene Phelps (31) Eugene Phelps (13) Mike Mitchell (7) | Reporte Pts Reb Asts | Estadísticas Edgar Garibay (19) Timothy Pickett (8) Timothy Pickett (6) | Pabellón: Gimnasio Nuevo León Unido Árbitros: Lucio Salazar Hortencia Sánchez Pedro Salgado |  |

| 12 de marzo, 19:30 | Gigantes del Estado de México                                              | 79–71                | Fuerza Regia de Monterrey                                           | Toluca, Estado de México                                                                    |  |
|                    | Parciales: 13-16, 16-26, 24-15, 26-14                                      |                      |                                                                     |                                                                                             |  |
|                    | Estadísticas Timothy Pickett (27) Timothy Pickett (10) Timothy Pickett (5) | Reporte Pts Reb Asts | Estadísticas Eugene Phelps (23) Jaime Lloreda (8) Eugene Phelps (2) | Pabellón: Gimnasio Juan Fernández Albarrán Árbitros: Gabriel Ramírez José Ayala Aldo Urbano |  |

| 13 de marzo, 19:30 | Gigantes del Estado de México                                              | 76–80                | Fuerza Regia de Monterrey                                           | Toluca, Estado de México                                                                        |  |
|                    | Parciales: 16-20, 18-23, 22-20, 20-17                                      |                      |                                                                     |                                                                                                 |  |
|                    | Estadísticas Timothy Pickett (22) Emmanuel Little (11) Emmanuel Little (4) | Reporte Pts Reb Asts | Estadísticas Eugene Phelps (21) Eugene Phelps (9) Mike Mitchell (9) | Pabellón: Gimnasio Juan Fernández Albarrán Árbitros: Lucio Salazar Armando Ramos Enrique Franco |  |

| 16 de marzo, 20:00 | Fuerza Regia de Monterrey                                            | 88–80                | Gigantes del Estado de México                                                     | Monterrey, Nuevo León                                                                 |  |
|                    | Parciales: 16-20, 16-27, 26-16, 30-17                                |                      |                                                                                   |                                                                                       |  |
|                    | Estadísticas Eugene Phelps (22) Jaime Lloreda (13) Mike Mitchell (7) | Reporte Pts Reb Asts | Estadísticas Emmanuel Little (23) Emmanuel Little (10) Glenn Stokes Hernández (4) | Pabellón: Gimnasio Nuevo León Unido Árbitros: Rafael Rodea Andrés Sánchez Aldo Urbano |  |

 Nota: Gigantes también avanza a las semifinales bajo el criterio del "mejor perdedor". 

### Semifinales

#### Soles de Mexicali vs. Gigantes del Estado de México
| 21 de marzo, 20:00 | Soles de Mexicali                                                                | 107–68               | Gigantes del Estado de México                                            | Mexicali, Baja California                                                           |  |
|                    | Parciales: 25-16, 27-13, 24-17, 31-22                                            |                      |                                                                          |                                                                                     |  |
|                    | Estadísticas Matthew Bryan-Amaning (21) Matthew Bryan-Amaning (9) Alex Pérez (6) | Reporte Pts Reb Asts | Estadísticas Emmanuel Little (16) Edgar Garibay (8) Carlos Toussaint (2) | Pabellón: Auditorio del Estado Árbitros: Rubén Méndez Gabriel Ramírez Omar Bermúdez |  |

| 22 de marzo, 20:00 | Soles de Mexicali                                                         | 91–68                | Gigantes del Estado de México                                                  | Mexicali, Baja California                                                               |  |
|                    | Parciales: 21-16, 29-14, 23-21, 18-17                                     |                      |                                                                                |                                                                                         |  |
|                    | Estadísticas Román Martínez (17) Matthew Bryan-Amaning (8) Alex Pérez (7) | Reporte Pts Reb Asts | Estadísticas Emmanuel Little (20) Eddie Basden (10) Glenn Stokes Hernández (4) | Pabellón: Auditorio del Estado Árbitros: Gabriel Ramírez Alberto Achutegui Rubén Méndez |  |

| 25 de marzo, 19:30 | Gigantes del Estado de México                                   | 72–89                | Soles de Mexicali                                                  | Toluca, Estado de México                                                                  |  |
|                    | Parciales: 20-23, 15-21, 18-24, 19-21                           |                      |                                                                    |                                                                                           |  |
|                    | Estadísticas Edgar Garibay (18) Eder Zúñiga (6) Eder Zúñiga (4) | Reporte Pts Reb Asts | Estadísticas Juan Toscano (18) Jacob Burtschi (10) Joseph Soto (6) | Pabellón: Gimnasio Juan Fernández Albarrán Árbitros: José Ayala Armando Ramos Aldo Urbano |  |

| 26 de marzo, 19:30 | Gigantes del Estado de México                                     | 78–75                | Soles de Mexicali                                                        | Toluca, Estado de México                                                                           |  |
|                    | Parciales: 16-13, 23-17, 17-25, 22-20                             |                      |                                                                          | |  |
|                    | Estadísticas Eder Zúñiga (19) James Williams (11) Eder Zúñiga (5) | Reporte Pts Reb Asts | Estadísticas Matthew Bryan-Amaning (24) Juan Toscano (8) Joseph Soto (6) | Pabellón: Gimnasio Juan Fernández Albarrán Árbitros: Krishna Domínguez Rafael Rodea Vicente Torres |  |

| 28 de marzo, 19:30 | Gigantes del Estado de México                                          | 56–67                | Soles de Mexicali                                                          | Toluca, Estado de México                                                                        |  |
|                    | Parciales: 12-16, 19-21, 15-10, 10-20                                  |                      |                                                                            |                                                                                                 |  |
|                    | Estadísticas Edgar Garibay (18) Edgar Garibay (8) Carlos Toussaint (4) | Reporte Pts Reb Asts | Estadísticas Matthew Bryan-Amaning (15) Román Martínez (8) Joseph Soto (6) | Pabellón: Gimnasio Juan Fernández Albarrán Árbitros: Krishna Domínguez Armando Ramos José Ayala |  |

#### Pioneros de Quintana Roo vs. Fuerza Regia de Monterrey
| 19 de marzo, 20:30 | Pioneros de Quintana Roo                                              | 80–72                | Fuerza Regia de Monterrey                                             | Cancún, Quintana Roo                                                                 |  |
|                    | Parciales: 22-17, 19-22, 19-16, 20-17                                 |                      |                                                                       |                                                                                      |  |
|                    | Estadísticas Justin Keenan (20) Héctor Hernández (6) Brody Angley (9) | Reporte Pts Reb Asts | Estadísticas Jaime Lloreda (25) Jaime Lloreda (8) Leroy Davis III (4) | Pabellón: Poliforum Benito Juárez Árbitros: Carlos Rosas Marco Zetina Daniel Rosales |  |

| 20 de marzo, 20:30 | Pioneros de Quintana Roo                                           | 85–78                | Fuerza Regia de Monterrey                                              | Cancún, Quintana Roo                                                                 |  |
|                    | Parciales: 20-21, 22-15, 19-24, 24-18                              |                      |                                                                        |                                                                                      |  |
|                    | Estadísticas Justin Keenan (23) Justin Keenan (9) Brody Angley (5) | Reporte Pts Reb Asts | Estadísticas Eugene Phelps (25) Jaime Lloreda (11) William Spencer (4) | Pabellón: Poliforum Benito Juárez Árbitros: Carlos Rosas Marco Zetina Daniel Rosales |  |

| 23 de marzo, 20:00 | Fuerza Regia de Monterrey                                            | 99–87                | Pioneros de Quintana Roo                                               | Monterrey, Nuevo León                                                                     |  |
|                    | Parciales: 19-26, 26-23, 15-18, 23-16 (T.E.: 16-4)                   |                      |                                                                        |                                                                                           |  |
|                    | Estadísticas Eugene Phelps (30) Eugene Phelps (10) Mike Mitchell (7) | Reporte Pts Reb Asts | Estadísticas Justin Keenan (23) Héctor Hernández (13) Brody Angley (5) | Pabellón: Gimnasio Nuevo León Unido Árbitros: Lucio Salazar Andrés Sánchez Vicente Torres |  |

| 24 de marzo, 20:00 | Fuerza Regia de Monterrey                                             | 73–94                | Pioneros de Quintana Roo                                                   | Monterrey, Nuevo León                                                                    |  |
|                    | Parciales: 18-22, 16-19, 22-30, 17-23                                 |                      |                                                                            |                                                                                          |  |
|                    | Estadísticas William Spencer (17) Eugene Phelps (7) Mike Mitchell (6) | Reporte Pts Reb Asts | Estadísticas Héctor Hernández (16) Héctor Hernández (9) Orlando Méndez (7) | Pabellón: Gimnasio Nuevo León Unido Árbitros: Jorge Martínez Rafael Rodea Enrique Franco |  |

| 26 de marzo, 20:00 | Fuerza Regia de Monterrey                                               | 78–89                | Pioneros de Quintana Roo                                      | Monterrey, Nuevo León                                                                     |  |
|                    | Parciales: 20-21, 22-16, 19-26, 17-26                                   |                      |                                                               |                                                                                           |  |
|                    | Estadísticas Eugene Phelps (25) Eugene Phelps (11) William Spencer (12) | Reporte Pts Reb Asts | Estadísticas Romel Beck (22) Adam Parada (8) Brody Angley (5) | Pabellón: Gimnasio Nuevo León Unido Árbitros: Jorge Martínez Lucio Salazar Andrés Sánchez |  |

### Final

#### Soles de Mexicali vs. Pioneros de Quintana Roo
| 3 de abril, 18:00 | Soles de Mexicali                                                  | 55–53                | Pioneros de Quintana Roo                                          | Mexicali, Baja California                                                         |  |
|                   | Parciales: 14-12, 17-18, 11-14, 13-9                               |                      |                                                                   |                                                                                   |  |
|                   | Estadísticas Alex Pérez (10) Aaron Geramipoor (9) Juan Toscano (5) | Reporte Pts Reb Asts | Estadísticas Stephen Soriano (9) Adam Parada (7) Brody Angley (4) | Pabellón: Auditorio del Estado Árbitros: Lucio Salazar Rubén Méndez Armando Ramos |  |

| 4 de abril, 20:00 | Soles de Mexicali                                                         | 73–75                | Pioneros de Quintana Roo                                                      | Mexicali, Baja California                                                        |  |
|                   | Parciales: 12-18, 27-18, 17-18, 17-21                                     |                      |                                                                               |                                                                                  |  |
|                   | Estadísticas Matthew Bryan-Amaning (19) Román Martínez (5) Alex Pérez (7) | Reporte Pts Reb Asts | Estadísticas Héctor Hernández (17) Héctor Hernández (13) Héctor Hernández (3) | Pabellón: Auditorio del Estado Árbitros: Jorge Martínez Rafael Rodea Aldo Urbano |  |

| 7 de abril, 20:30 | Pioneros de Quintana Roo                                             | 60–79                | Soles de Mexicali                                                                 | Cancún, Quintana Roo                                                                    |  |
|                   | Parciales: 11-20, 13-17, 12-25, 24-17                                |                      |                                                                                   |                                                                                         |  |
|                   | Estadísticas Denis Clemente (11) Héctor Hernández (7) Pedro Meza (2) | Reporte Pts Reb Asts | Estadísticas Matthew Bryan-Amaning (17) Matthew Bryan-Amaning (12) Alex Pérez (8) | Pabellón: Poliforum Benito Juárez Árbitros: Lucio Salazar Vicente Torres Andrés Sánchez |  |

| 8 de abril, 20:30 | Pioneros de Quintana Roo                                             | 76–62                | Soles de Mexicali                                                                | Cancún, Quintana Roo                                                              |  |
|                   | Parciales: 21-11, 14-22, 20-14, 21-15                                |                      |                                                                                  |                                                                                   |  |
|                   | Estadísticas Justin Keenan (15) Héctor Hernández (11) Pedro Meza (4) | Reporte Pts Reb Asts | Estadísticas Matthew Bryan-Amaning (22) Matthew Bryan-Amaning (6) Alex Pérez (5) | Pabellón: Poliforum Benito Juárez Árbitros: Rubén Méndez Armando Ramos José Ayala |  |

| 10 de abril, 20:30 | Pioneros de Quintana Roo                                               | 94–73                | Soles de Mexicali                                                         | Cancún, Quintana Roo                                                                |  |
|                    | Parciales: 20-19, 22-18, 24-20, 28-16                                  |                      |                                                                           |                                                                                     |  |
|                    | Estadísticas Denis Clemente (22) Héctor Hernández (9) Brody Angley (5) | Reporte Pts Reb Asts | Estadísticas Matthew Bryan-Amaning (16) Juan Toscano (5) Juan Toscano (3) | Pabellón: Poliforum Benito Juárez Árbitros: José Ayala Vicente Torres Armando Ramos |  |

| 13 de abril, 20:15 | Soles de Mexicali                                                        | 89–81                | Pioneros de Quintana Roo                                              | Mexicali, Baja California                                                          |  |
|                    | Parciales: 19-16, 21-23, 26-20, 23-22                                    |                      |                                                                       |                                                                                    |  |
|                    | Estadísticas Matthew Bryan-Amaning (22) Juan Toscano (10) Alex Pérez (5) | Reporte Pts Reb Asts | Estadísticas Justin Keenan (19) Héctor Hernández (7) Brody Angley (6) | Pabellón: Auditorio del Estado Árbitros: Lucio Salazar Rubén Méndez Andrés Sánchez |  |

| 14 de abril, 20:00 | Soles de Mexicali                                                         | 63–79                | Pioneros de Quintana Roo                                              | Mexicali, Baja California                                                          |  |
|                    | Parciales: 9-23, 16-19, 13-13, 25-24                                      |                      |                                                                       |                                                                                    |  |
|                    | Estadísticas Matthew Bryan-Amaning (23) Juan Toscano (6) Juan Toscano (4) | Reporte Pts Reb Asts | Estadísticas Justin Keenan (17) Héctor Hernández (11) Adam Parada (4) | Pabellón: Auditorio del Estado Árbitros: Lucio Salazar Rubén Méndez Vicente Torres |  |

## Líderes individuales
| Categoría   | Jugador                | Equipo                    | Promedio |
| ----------- | ---------------------- | ------------------------- | -------- |
| Puntos      | Brandon Rashad Davis   | Correcaminos UAT Victoria | 25.7     |
| Rebotes     | Mchugh Mintsunt Mattis | Abejas de Guanajuato      | 10.2     |
| Asistencias | Mark Antonio Borders   | Santos de San Luis        | 7.9      |

## Designaciones
A continuación se muestran las designaciones a los mejores jugadores de la temporada 2015-2016.
| Designación                     | Ganador                            | Equipo                        |
| ------------------------------- | ---------------------------------- | ----------------------------- |
| Jugador del año                 | Matthew Osei Bryan-Amaning         | Soles de Mexicali             |
| Guardia del año                 | Timothy Lenard Pickett             | Gigantes del Estado de México |
| Delantero del año               | Héctor Humberto Hernández Gallegos | Pioneros de Quintana Roo      |
| Centro del año                  | Matthew Osei Bryan-Amaning         | Soles de Mexicali             |
| Jugador nacional del año        | Héctor Humberto Hernández Gallegos | Pioneros de Quintana Roo      |
| Jugador importado del año       | Matthew Osei Bryan-Amaning         | Soles de Mexicali             |
| Jugador más valioso de la final | Héctor Humberto Hernández Gallegos | Pioneros de Quintana Roo      |
| Entrenador del año              | Manuel Iván Cintrón Vega           | Pioneros de Quintana Roo      |

## Equipo ideal
A continuación se muestra al equipo ideal de la temporada 2015-2016.
| Posición  | Jugador                            | Equipo                        |
| --------- | ---------------------------------- | ----------------------------- |
| Base      | Denis Clemente                     | Pioneros de Quintana Roo      |
| Escolta   | Timothy Lenard Pickett             | Gigantes del Estado de México |
| Alero     | Eugene Hasson Phelps               | Fuerza Regia de Monterrey     |
| Ala-pívot | Héctor Humberto Hernández Gallegos | Pioneros de Quintana Roo      |
| Pívot     | Matthew Osei Bryan-Amaning         | Soles de Mexicali             |